# Julian Erosa
Julian Ricardo Dulican Erosa (Seattle, 31 de julho de 1989) é um lutador estadunidense de artes marciais mistas que compete na divisão peso pena do Ultimate Fighting Championship.

## Carreira no MMA

### Inicios
Depois de ir 10-0 como amador, ele começou sua carreira profissional no MMA em 2010.9 Ele lutou principalmente na região Noroeste do Pacífico, principalmente na promoção CageSport. Depois de acumular um recorde de 7-0, ele enfrentou Ryan Mulvihill em uma revanche pelo vago CageSport Featherweight Championship no CageSport 19 em 28 de abril de 2012. Ele ganhou o título, mas não conseguiu defendê-lo em uma partida contra Drew Brokenshire. CageSport 22 em 1º de dezembro de 2012.
Depois de perder o título, ele fez 3-1 antes de receber a chance pelo título vago do CageSport Lightweight Championship (em uma colaboração predominante com a Super Fight League). Ele enfrentou Harrison Bevens no SFL America 2 em 13 de dezembro de 2014 e conquistou o título por nocaute. Posteriormente, ele enfrentou Drew Brokenshire em uma revanche pelo vago CageSport Featherweight Championship no SFL America 3 em 21 de fevereiro de 2015. Ele vingou a derrota anterior e se tornou campeão simultâneo de duas divisões por finalização no terceiro round.

### Ultimate Fighting Championship

#### Primeira etapa
Erosa estreou no UFC contra Marcin Wrzosek em 11 de dezembro de 2015 no The Ultimate Fighter: Team McGregor vs. Team Faber. Ele venceu a luta por decisão dividida.
Ele enfrentou Teruto Ishihara em 5 de março de 2016 no UFC 196. Ele perdeu a luta por nocaute no segundo round e posteriormente foi demitido da promoção.

#### Segunda etapa
Erosa não tenha conseguido um contrato direto após sua luta no DWCS, Erosa foi contratado para lutar contra seu parceiro Devonte Smith em 10 de novembro de 2018 no UFC Fight Night 139. Ele perdeu a luta por nocaute no primeiro round.
Erosa enfrentou Grant Dawson em 9 de março de 2019 no UFC Fight Night 146. Ele perdeu a luta por decisão unânime e foi brevemente dispensado da promoção.
Foi oferecido a ele um rápido retorno para enfrentar Julio Arce em 18 de maio de 2019 no UFC Fight Night 151, apesar de ter sido dispensado da promoção após a derrota anterior, perdeu a luta por nocaute no terceiro round e foi dispensado novamente.

#### Tercera etapa
Após o lançamento, Erosa conquistou uma vitória no CageSport e foi trazido de volta como substituto tardio para enfrentar Sean Woodson no UFC on ESPN 12. Ele venceu a luta por finalização no terceiro round. Esta vitória lhe rendeu o prêmio de Performance da Noite.
Erosa enfrentou Nate Landwehr em 20 de fevereiro de 2021 no UFC Fight Night 185. Ele venceu a luta por nocaute técnico no primeiro round.
Erosa enfrentou Seung Woo Choi em 19 de junho de 2021 no UFC on ESPN 25. Ele perdeu a luta por nocaute técnico no primeiro round.
Erosa enfrentou Charles Jourdain em 4 de setembro de 2021 no UFC Fight Night 191. Ele venceu a luta por finalização no terceiro round.
Erosa enfrentou Steven Peterson em 5 de fevereiro de 2022 no UFC Fight Night 200. Na pesagem, Peterson pesava 149 libras, três libras acima do limite para a luta sem título dos penas. A luta aconteceu no peso combinado e Peterson foi multado em 30% do valor da bolsa, que foi para Erosa. Ele venceu a luta por decisão dividida.
Erosa enfrentou Hakeem Dawodu em 10 de setembro de 2022 no UFC 279. Na pesagem, Dawodu pesava 149,5 libras, 3,5 libras acima do limite de luta fora do título dos penas. Dawodu foi multado em 30% do valor da bolsa, que foi para Erosa, que venceu a luta por decisão unânime.
Erosa enfrentou Alex Caceres no dia 17 de dezembro de 2022 no UFC Fight Night 216. Ele perdeu a luta por nocaute técnico no primeiro round.
Erosa enfrentou Fernando Padilla em 29 de abril de 2023 no UFC on ESPN+ 45. Ele perdeu a luta por nocaute técnico no primeiro round.
Erosa enfrentou Ricardo Ramos no dia 23 de março de 2024 no UFC on ESPN 53. Ele venceu a luta por finalização no primeiro round.
Erosa enfrentou Christian Rodríguez em 13 de julho de 2024 no UFC on ESPN 59. Ele venceu a luta por finalização no primeiro round.

## Campeonatos e realizações
- Ultimate Fighting Championship
  - Luta da Noite (Uma vez) vs. Sean Woodson
  - Performance da Noite (Uma vez) vs. Steven Peterson

- CageSport
  - Campeón de Peso Ligero de CageSport (Três vezes)
  - Campeonato de Peso Pluma de CageSport (Duas vezes)

## Cartel no MMA
| Cartel no MMA   |             |             |
| 41 lutas        | 30 vitórias | 11 derrotas |
| Por nocaute     | 11          | 7           |
| Por finalização | 14          | 0           |
| Por decisão     | 5           | 4           |